# Équipe du Mozambique des moins de 20 ans de football
Maillots
L'équipe du Mozambique de football des moins de vingt ans est constituée par une sélection des meilleurs joueurs mozambicains sous l'égide de la Fédération du Mozambique de football.

## Histoire
L’équipe de la Mozambique a remporté son premier titre en 2020, le trophée de la Cosafa 2020, se qualifiant en même temps pour la can 2021

## Parcours en coupe du monde des moins de 20 ans
L’équipe du Mozambique n’a jamais participé a une Coupe du monde de football des moins de 20 ans

## Parcours et palmarès en compétition continentale

### Parcours en Coupe d'Afrique des moins de 20 ans
- 1979 : Non qualifiée
- 1981 : Non qualifiée
- 1983 : Non qualifiée
- 1985 : tour préliminaire
- 1987 : 1er tour
- 1989 : Non qualifiée
- 1991 : Non qualifiée
- 1993 : Non qualifiée
- 1995 :  Non qualifiée
- 1997 :  Non qualifiée
- 1999 : 1er tour
- 2001 : 2e tour
- 2003 : 2e tour
- 2005 : 1er tour
- 2007 : 1er tour
- 2009 : Non qualifiée
- 2011 : Non qualifiée
- 2013 : tour préliminaire
- 2015 : 2e tour
- 2017 : 2e tour
- 2019 : 2e tour
- 2021 : Phases de groupe
- 2023 : Phases de groupe
- 2025 : (Phases de groupe zone cosafa)

### Championnat des moins de 20 ans COSAFA
- en:COSAFA U-20 Challenge Cup
- Vainqueur en 2020
- Finaliste en 2022 et 2008